# Николаевка (Зейский район)
В Амурской области также есть Николаевка в Бурейском районе, Николаевка в Ивановском районе и Николаевка в Тамбовском районе.
Никола́евка — село в Зейском районе Амурской области России. Административный центр сельского поселения Николаевский сельсовет.
Село Николаевка, как и Зейский район, приравнено к районам Крайнего Севера.

## География
Расположено на левом берегу левобережной протоки реки Зея, в 37 км от райцентра, города Зея (через сёла Заречная Слобода и Николаевка-2). От села Николаевка на юг (вниз по течению) идёт дорога к селу Алексеевка.

## Население
| 2002 | 2010 | 2012 | 2013 | 2014 | 2015 | 2016 |
| ---- | ---- | ---- | ---- | ---- | ---- | ---- |
| 33   | ↗316 | ↘309 | ↗326 | ↘320 | ↘304 | ↘294 |
| 2017 | 2018 |      |      |      |      |      |
| ↘285 | ↘269 |      |      |      |      |      |

По данным переписи 1926 года по Дальневосточному краю, в Николаевке числилось 94 хозяйства и 497 жителей (249 мужчин и 248 женщин), из которых преобладающая национальность — украинцы (56 хозяйств).